# لاشتروپ
لاشتروپ (به آلمانی: Lastrup) یک شهر در آلمان است که در Cloppenburg واقع شده‌است. لاشتروپ  ۶٬۹۹۹ نفر جمعیت دارد.